# Bernice (krater)
För andra betydelser, se Bernice.
Bernice är en nedslagskrater på planeten Venus. Bernice har fått sitt namn efter det kvinnliga förnamnet Bernice.
Kratern har en diameter på ungefär 12 km.